# ディケーター (テキサス州)

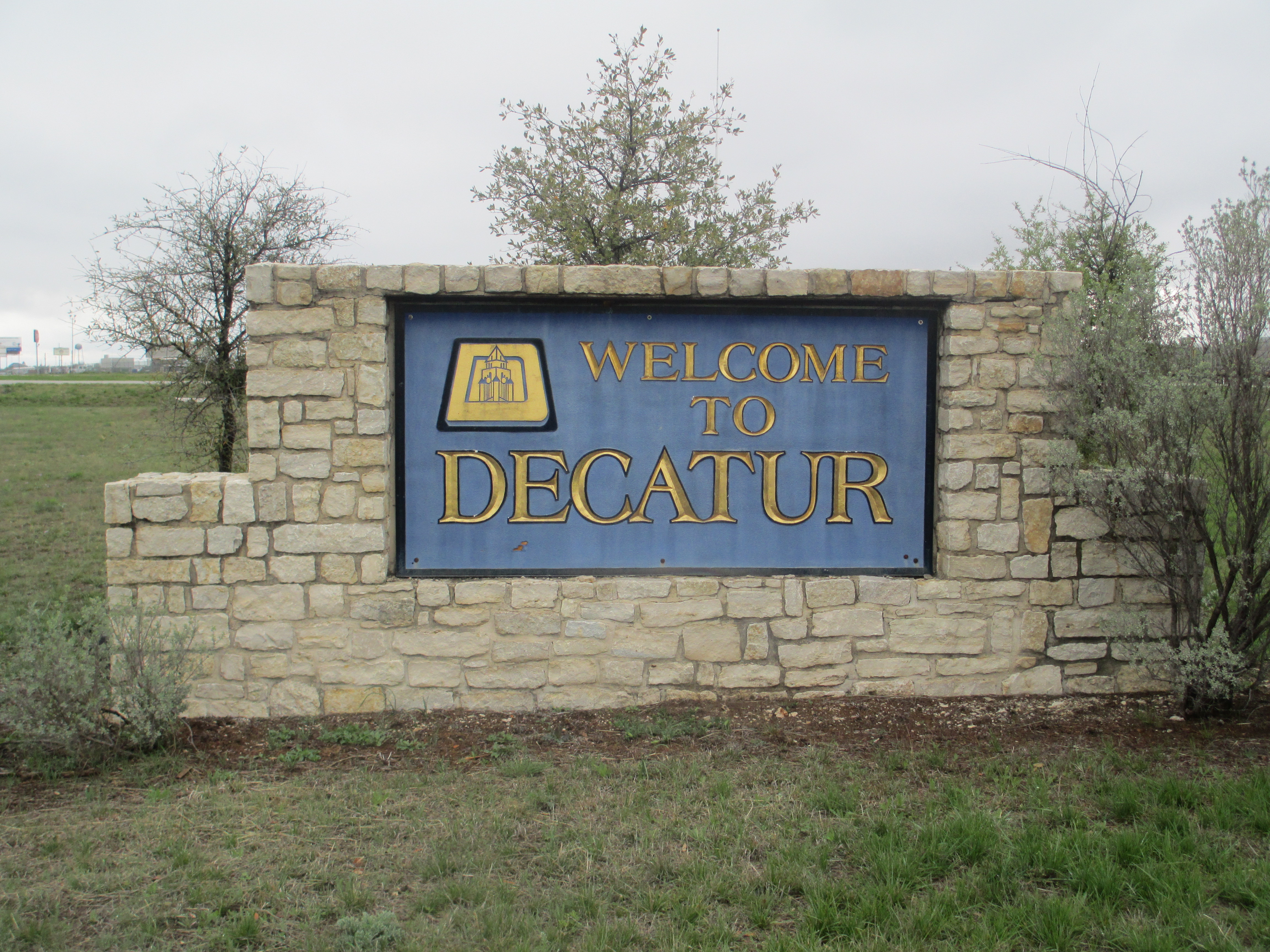
歓迎看板

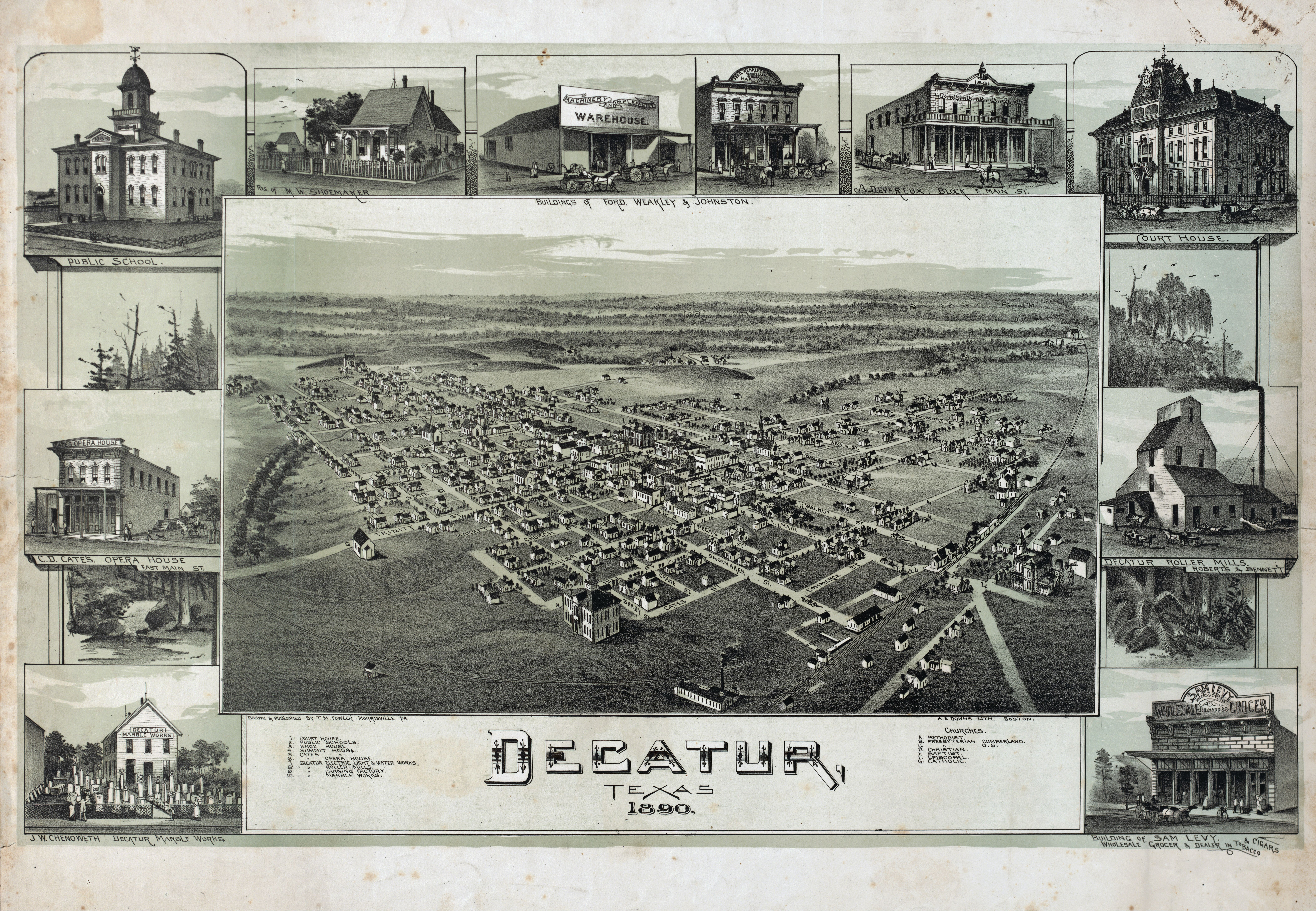
1890年の市内地図

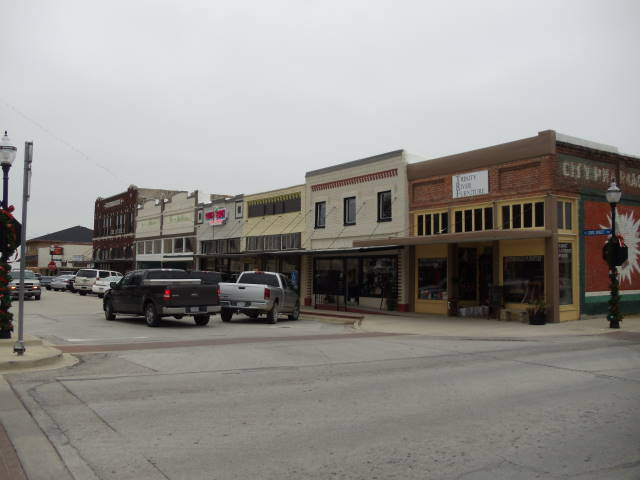
タウン広場の一部

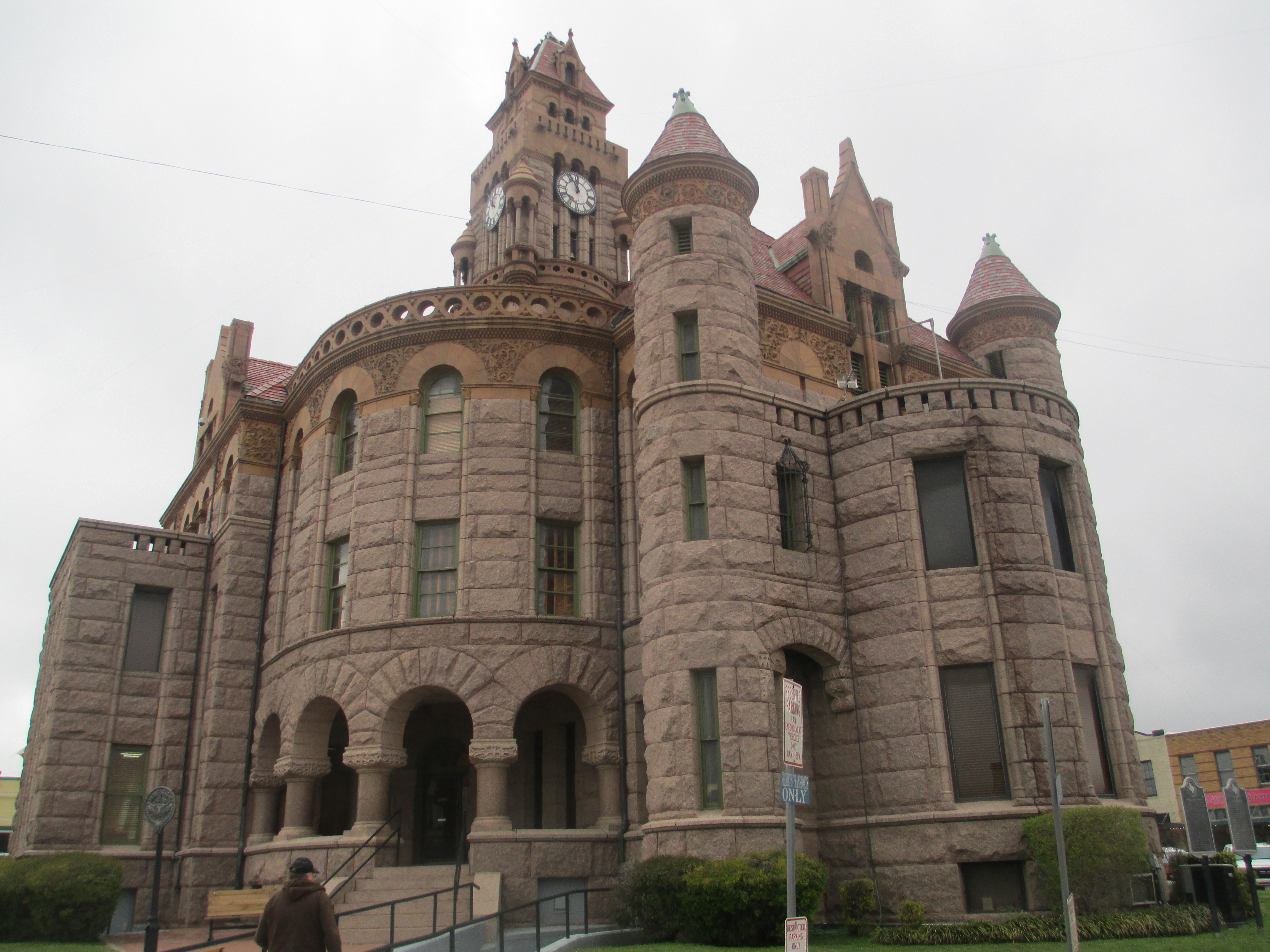
ワイズ郡庁舎、郡と市内での最高地点にある

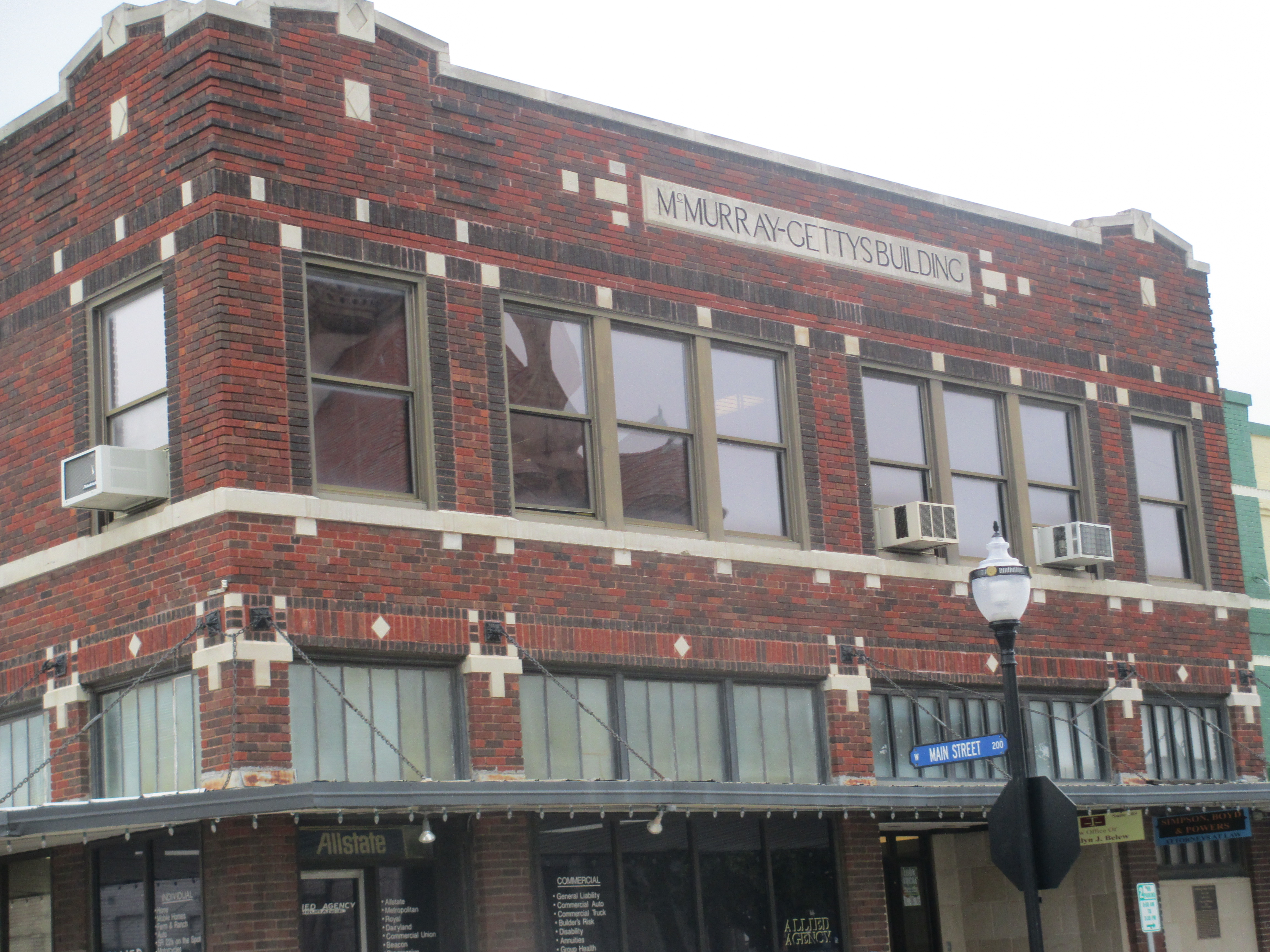
郡庁舎とはメインストリートの向かいにあるマクマレー・ゲッティス・ビル

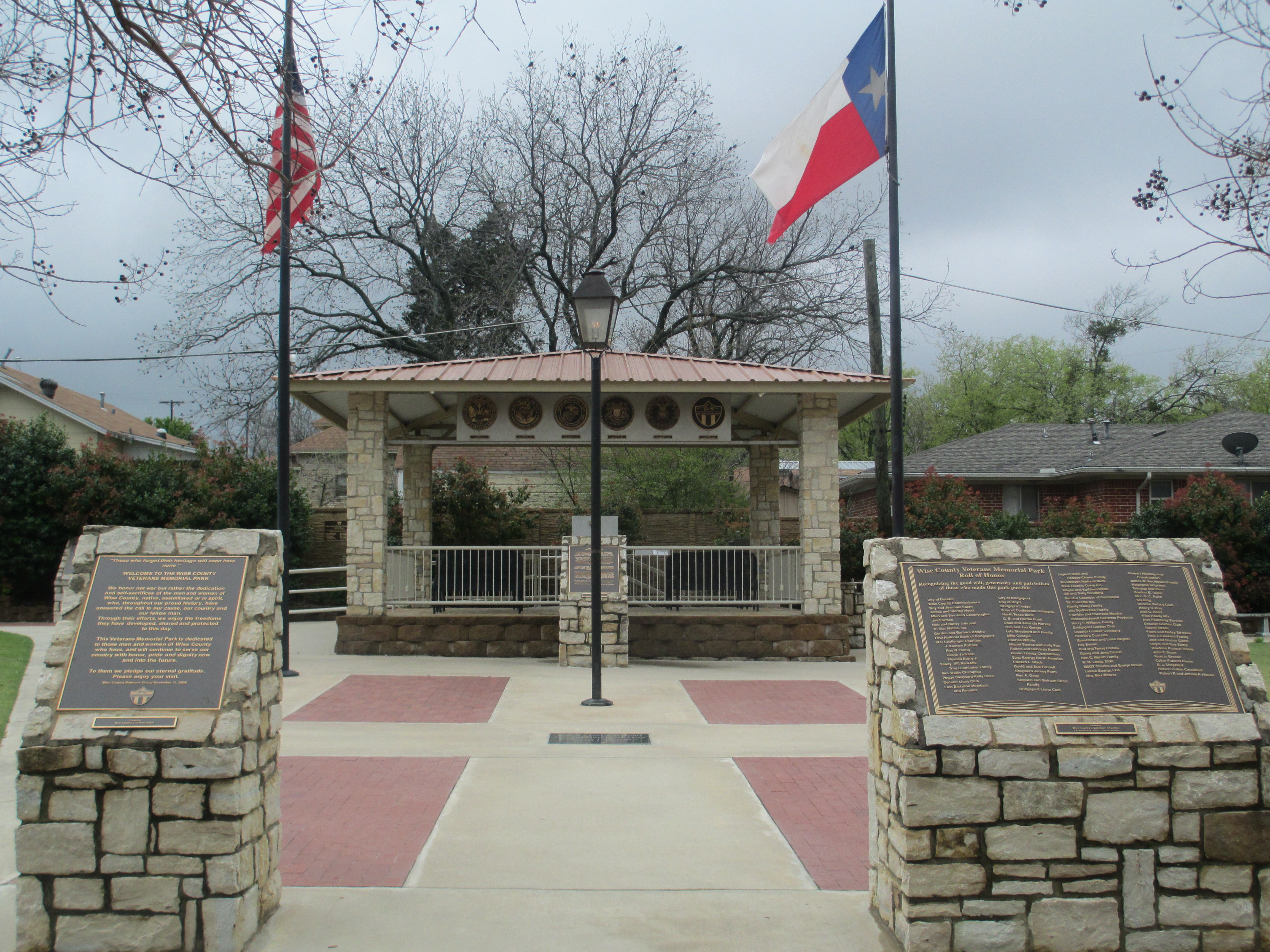
退役兵記念碑

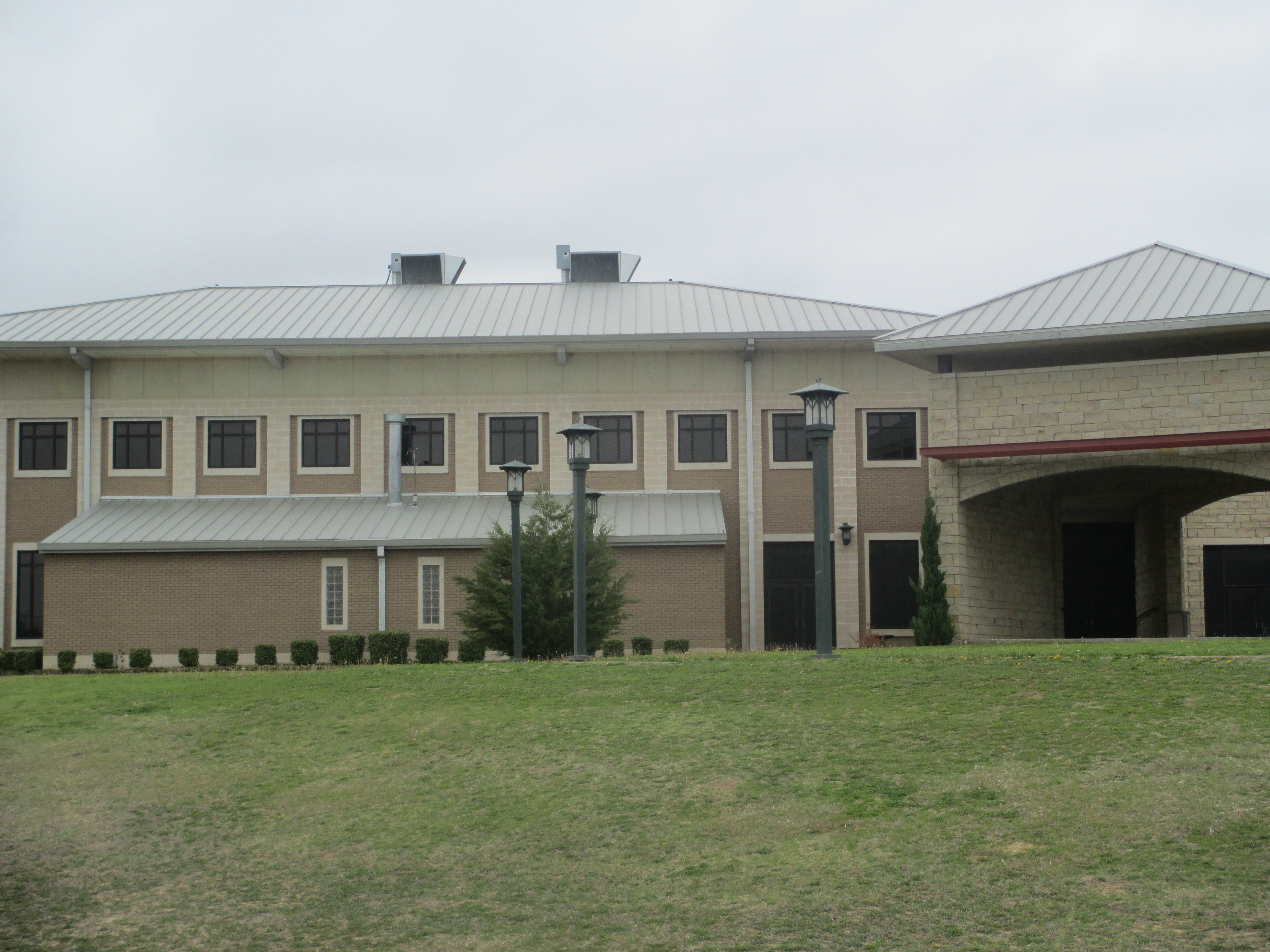
市民会館、アメリカ国道380号線の西に位置する

ディケーター（英: Decatur）は、アメリカ合衆国テキサス州の都市。ワイズ郡の郡庁所在地である。人口は6,042人（2010年）。ダラス・フォートワース複合都市圏に属している。フォートワースからは北西に40キロメートル、ダラスからは北西に72キロメートルに位置している。

## 歴史
1856年にワイズ郡が設立され、このときテイラーズビル（ザカリー・テイラーに因む命名）が郡庁所在地に指定された。
初期の開拓者でありテキサス州議会議員だったアブサロム・ビショップが、ホイッグ党員だったテイラーに因む名前に反対し、1858年に海軍の英雄スティーヴン・ディケーターに因んでディケーターと改名するよう手配した。
1857年、郵便局が開設され、同年には最初の学校が開校した。1860年代初期、郡庁舎が建設された。

### 南北戦争
北テキサスに入った初期開拓者は様々な東部州から来ており、約半数のみがディープサウスから来ていた。その結果、南北戦争の間も北部の側に与する者がおり、彼らに対する暴力沙汰も多かった。その中でも1862年10月、北部同調者数人が逮捕され、反逆と謀反の容疑で裁判に掛けるために近くのゲインズビルに連れて行かれた。逮捕された中の7人が絞首刑となり、さらに14人が裁判なしで絞首された。その数週間後、北テキサスの幾つかの町で、さらに多くの北軍支持と疑われた者達が裁判なしに絞首された。その中にはディケーターの5人も含まれていた。これは「ゲインズビルの大絞首事件」と呼ばれ、アメリカ史の中でも最大の単一自警団暴力事件となった。

### 南北戦争後
1860年代後半までに、町は店舗数軒とホテル1軒が建てられていた。1862年、フォートワース・アンド・デンバー鉄道が町を通った。さらにバターフィールド・オーバーランド郵便ルートにも加えられた。
1864年、ワイズ郡のオールドセトラーズが最初の会合を開いた。これが毎年の伝統行事となり、7月最終週に再開行事が繰り返し行われている。
1898年、ディケーター・バプテスト・カレッジ（現ダラス・バプテスト・カレッジ）が設立され、テキサス州では最初の2年制高等教育機関となった。1965年、このカレッジがダラスに移転した。元の管理棟が現在はワイズ郡歴史遺産博物館となり、市内でアメリカ合衆国国家歴史登録財に指定される5か所の1つになっている。
ワイズ郡庁舎は、テキサス州の郡庁舎を多く手がけた建築家ジェイムズ・ライリー・ゴードンが設計した。1896年に完成したこの建物はゴードンの特徴的な設計であり、隅の入り口（ホールを短くする）を使って風を入れ、中央のアトリウムが煙突のようになって引き込まれて、換気が良くなる。外観は（州会議事堂と同様に）テキサス赤御影石であり、テラコッタの装飾がある。ピラミッドに近い外観は南フランスにある千年前の教会に近いものがある。この建物は姉妹建築であるワクサハチー市にある郡庁舎と共に「ゴードンのリチャードソン様式ロマネスク作品の掉尾」と称賛されている。これもアメリカ合衆国国家歴史登録財に指定されている。
1962年、「トミー・アンド・ザ・トムトムズ」のギター奏者エディ・ウェイン・ヒルと、ドラマーのジョエル・コルバートが、そのオープンカーでディケーター市南部を通る州道114号線を走行中に、砂利運搬トラックと正面衝突して死んだ。1980年、カントリーミュージック歌手のチャーリー・プライドはディケーター市上空で飛行機同士の衝突に巻き込まれたが生き残った。この事故では2人が死亡した。

## 地理
アメリカ合衆国国勢調査局に拠れば、市域全面積は7.0平方マイル (18.0 km2)であり、全て陸地である。標高の最高地点は郡庁舎が立っている場所である。この地点に建てた意図は、インディアンからの攻撃や襲撃に備えて監視し、回避できるようにするためだった。

## 気候
ディケーター地域の気候は、暑く湿度の高い夏と、概して温暖から冷涼な冬が特徴である。ケッペンの気候区分では温暖湿潤気候（"Cfa"）に属している。

## 人口動態
以下は2000年国勢調査による人口統計データである。
| 基礎データ - 人口: 5,201 人 - 世帯数: 1,845 世帯 - 人口密度: 288.5人/km2（747.6 人/mi2） 人種別人口構成 - 白人: 81.64% - アフリカン・アメリカン: 1.98% - ネイティブ・アメリカン: 0.58% - アジア人: 0.73% - その他の人種: 12.44% - 混血: 2.63% - ヒスパニック・ラテン系: 22.53% 年齢別人口構成 - 18歳未満: 17.2% - 18-24歳: 20.5% - 25-44歳: 38.1% - 45-64歳: 8.7% - 65歳以上: 15.5% - 年齢の中央値: 34歳 - 性比（女性100人あたり男性の人口） - 総人口: 97.3 - 18歳以上: 86.7 | 世帯と家族（対世帯数） - 18歳未満の子供がいる: 37.6% - 結婚・同居している夫婦: 56.1% - 未婚・離婚・死別女性が世帯主: 11.7% - 非家族世帯: 28.5% - 単身世帯: 24.9% - 65歳以上の老人1人暮らし: 12.1% - 平均構成人数 - 世帯: 2.67人 - 家族: 3.19人 収入と家計 - 収入の中央値 - 世帯: 34,449米ドル - 家族: 40,580米ドル - 性別 - 男性: 30,512米ドル - 女性: 21,213米ドル |

## 経済
2008年8月、エンターグリス社がディケーター市のポコ・グラファイト社を買収した。この企業は半導体に使う特化したグラファイトと炭化シリコンの供給者である。他にも放電加工機、ガラス瓶、生物医学、宇宙工学、代替エネルギ応用に使われる。

## 公園とレクリエーション
- ラッカー池、リンドン・B・ジョンソン国立草原にある貯水池
- シッド・リチャードソン・スカウト・ランチ、ブリッジポート湖にあるボーススカウトのキャンプ場
- ワイルドウッド・ナチュラリストのリゾート、家族向けヌーディスト・クラブ
- パロピント山地
- イーグルスキャニオン・レースウェイ、自動車レース場

## 教育
ディケーター市の公共教育はディケーター独立教育学区が管轄しており、ワイズ郡では最大の地区である。高校1校、中学校1校、小学校3校が入っている。2010年から2011年の教育年度では3,011人の児童生徒がいた。
ウェザーフォード・カレッジがディケーター市内に分校を置いている。

## インフラ
- ディケーター・サービス放送タワー[10][11]、綱張りテレビ塔、世界でも最高クラスの建造物
- ディケーター市民空港、市が所有する公共用途空港、市の中心事業地区から2マイル (3 km) 北にある
- ビショップ空港、民間の公共用途空港、市の中心事業地区から6マイル (10 km) 東にある
- ライフスター 4、エアー・エバック・ライフティーム所属の救急医療チーム、市内のワイズ地域病院を本拠地にしている
- 公共図書館、州道51号線南1700にある

## 大衆文化の中で
- テレビドラマ『プリズン・ブレイク』の2006年シーズンは、一部がディケーターで撮影された